# Frente Nacional Sudafricano
El Frente Nacional de Sudáfrica, también conocido como Frente Nacional de Sudáfrica (SANF por sus siglas en inglés), fue una organización neofascista de Sudáfrica formada en 1977. Fue una iniciativa de John Tyndall del Frente Nacional Británico ; También se formaron organizaciones hermanas en Australia y Nueva Zelanda al mismo tiempo.
El primer presidente de SANF fue Jack Noble, y el partido fue fundadodurante la década de 1970 por Ray Hill . SANF canalizó fondos a la NF como parte de una red internacional de neofascistas. Fue más allá de una mera reunión de expatriados cuando se vinculó con los neofascistas italianos y portugueses incluso con el Ku Klux Klan sudafricano. También trató de vincularse con el Movimiento de Resistencia Afrikáner (AWB) y el Partido Nacional (HNP) (de quien recibió financiamiento) con el objetivo final de un solo partido racista /neofascista unido en Sudáfrica, pero esta unión nunca llegó a buen término.
La SANF público su órgano de difusión llamado Hitback . También publicó una serie de panfletos racistas y  antisionistas" que dieron lugar a denuncias para que fuera procesado por "incantación al odio racial", ya que las políticas de SANF habrían llevado a un "aumento masivo en la tasa de mortalidad de bebés negros ". En 1979, el antisemitismo del SANF llevó a los jóvenes judíos a amenazar con tomar el asunto en sus propias manos; Harry Schwarz y Alf Widman del Partido Federal Progresista pidieron al gobierno que hiciera algo respecto al partido. 
En 1979, el HNP reemplazó a Noble como líder con Alan Fotheringham, un excandidato del HNP, y Ray Hill regresó a Inglaterra.

### Wit Kommando
El SANF también formó su propio ala paramilitar Wit Kommando/White Commando, un paso no inusual en el contexto de la política sudafricana de derecha. En 1980, el Wit Kommando/White Commando inició una campaña de terrorismo principalmente contra los negros y blancos moderados. Se produjeron varios atentados con bombas, en particular contra las oficinas del Instituto Sudafricano de Relaciones Raciales y la Universidad de Sudáfrica . En 1981 planearon atacar también a los blancos a los que consideraban "kaffirs blancos" o mezcladores de razas. La policía sudafricana hizo arrestos y descubrió una lista negra de objetivos que incluían al obispo Desmond Tutu, el White Commando había "amenazado repetidamente" anteriormente. Fotheringham no fue acusado, pero Max (Massimo) Bollo, de la dirección nacional de SANF, y líder de la agrupación asociada italiana UNIDO, recibió una larga sentencia de cárcel, al igual que otros dos compatriotas italianos. El SANF finalmente se disolvió a principios de la década de 1980.